# Gynodiastylis lineata
Gynodiastylis lineata är en kräftdjursart som beskrevs av Francis Day 1980. Gynodiastylis lineata ingår i släktet Gynodiastylis och familjen Gynodiastylidae. Inga underarter finns listade i Catalogue of Life.